# Liparetrus posticalis
Liparetrus posticalis är en skalbaggsart som beskrevs av Blackburn 1888. Liparetrus posticalis ingår i släktet Liparetrus och familjen Melolonthidae. Inga underarter finns listade i Catalogue of Life.